# Heraclia jugans
Heraclia jugans là một loài bướm đêm trong họ Noctuidae.